# Pouteria venosa
Pouteria venosa é uma árvore perene de crescimento 12-24 metros de altura. É um nativo do norte da América do Sul. Pode ser encontrada na Guiana, Suriname e Brasil. Não é, contudo, não uma planta de ocorrência muito comum, mesmo nessas áreas. A árvore tem uma copa densa e globosa.
As folhas são simples, concentradas nas extremidades dos ramos, bicolor, glabro, 7–21 cm de comprimento, com 8-14 pares de nervos imperceptível, nervos secundários. As inflorescências são em fascículos axilares nos ramos nus, as flores têm 1-6 andrógino.
Pouteria venosa dá frutos arredondados que são 6–8 cm de largura. Os frutos são consumidos, mas não são muito popular. Essa fruta não é cultivada. Os frutos são bagas que contém até três sementes. A polpa é amido de sabor doce carnosos. À medida que os frutos amadurecem, a casca torna-se amarela e lisa. Estes são apenas comido fora de mão. A subespécie amazônica pode ser diferenciada da subespécie tipo por suas folhas mais planas e frutos maiores.
Os frutos não são comercializados e, portanto, não parece ser muito fácil para a domesticação da Pouteria venosa.

## Sinonímia

### Sinonímia popular
Pouteria venosa subsp. venosa: bapeba-pêssego, bapeba, guacá-de-leite, quebra-serra.
Pouteria venosa subsp. amazonica: abiurana-grande, abiurana-preta, abiurana-cutiti, cutitiriba-rana, cutiriba-do-amarelo, guajara

### Sinonímia científica
Achras venosa, Lucuma venosa, Vitellaria venosa.